# Centrum Rozwiązań Informatycznych AGH
Centrum Rozwiązań Informatycznych AGH (CRI AGH) – jednostka pomocnicza Akademii Górniczo-Hutniczej im. Stanisława Staszica w Krakowie. Ma siedzibę na IV i V piętrze budynku C-1 przy Al. Mickiewicza 30.
Centrum Rozwiązań Informatycznych AGH powstało z przekształcenia Uczelnianego Centrum Informatyki, które funkcjonowało w strukturze Akademii Górniczo-Hutniczej im. Stanisława Staszica w Krakowie od 1979 r. Zmiana nazwy, struktury oraz roli nastąpiła w sierpniu 2020 r. decyzją JM Rektora AGH i wynikała z potrzeby dostosowania jednostki do aktualnych potrzeb Uczelni.

## Historia
8 kwietnia 1978 r. powstał Ośrodek Techniki Obliczeniowej Instytutu Informatyki i Automatyki AGH na Wydziale Elektrotechniki, Automatyki i Elektroniki, który został utworzony z  Samodzielnego Centrum Maszyn Matematycznych AGH. 1 czerwca 1979 r. na bazie Ośrodka Techniki Obliczeniowej Instytutu Informatyki i Automatyki AGH powołano Uczelniane Centrum Informatyki (UCI) – pozawydziałową jednostkę organizacyjną. 1 października 2019 r. Uczelniane Centrum Informatyki otrzymało status jednostki pomocniczej. 1 sierpnia 2020 r. przekształcono Uczelniane Centrum Informatyki w Centrum Rozwiązań Informatycznych AGH.

## Dyrekcja
od 2023 – mgr inż. Remigiusz Górecki (Dyrektor CRI)
2019-2023  – dr inż. Grzegorz Król (Dyrektor UCI/CRI)
2012–2019 – dr inż. Maciej Zygmunt (Dyrektor UCI)
1987–2012 – dr inż. Wojciech Bobrzyński (Dyrektor UCI)
1981–1982 – mgr inż Jerzy Schmidtgal  (wz Dyrektor UCI)
1980–1987 – mgr inż. Aleksander Kusznir (Dyrektor UCI)
1980 – prof. dr hab. Jacek Mościński (Dyrektor UCI)
1978–1979 – dr inż. Stanisław Rataj (Dyrektor UCI) 

## Struktura organizacyjna
W skład Centrum Rozwiązań informatycznych wchodzą:
Dział Infrastruktury:
• Sekcja Sieci Komputerowych
• Sekcja Zarządzania Serwerami
• Sekcja Obsługi Technicznej
Dział Usług i Aplikacji:
• Sekcja Projektowania Usług
• Sekcja Rozwoju i Utrzymania Aplikacji
Samodzielna Sekcja Integracji Systemów
Samodzielna Sekcja Monitorowania Cyberbezpieczeństwa
Samodzielna Sekcja Wsparcia Użytkowników
Sekcja Administracyjna

## Zadania
Centrum Rozwiązań Informatycznych działa na rzecz Uczelni. Do zasadniczych zadań CRI należy:
- planowanie i koordynacja działań  dotyczących informatyzacji Uczelni,

- zarządzanie infrastrukturą i bezpieczeństwem teleinformatycznym Uczelni,

- wdrażanie, utrzymanie oraz rozwój centralnych systemów informatycznych,
- działalność doradcza i usługowa dla władz Uczelni, jednostek Uczelni w zakresie budowy, eksploatacji oraz doskonalenia i rozwijania rozwiązań informatycznych.